# Windows NT 4.0
Windows NT 4.0 je pravi večopravilni, 32-bitni operacijski sistem z grafičnim vmesnikom, podobnim vmesniku iz Windows 95 in Windows 98. Napisan je v jeziku C, zaradi česar je tudi dobro prenosljiv na druge platforme. Različica Windows NT 4.0 deluje na Intelovih procesorjih (486, Pentium, Pentium Pro, Pentium II in kompatibilnih), procesorjih Alpha, MIPS in PowerPC. Za razliko od Windows 95 in Windows 98 je Windows NT 4.0 tudi varen operacijski sistem, saj omogoča nastavitev pravic za vsakega uporabnika posebej na ravni datotek.

## Zgodovina
Prva različica je izšla leta 1993 z imenom Windows NT. Pri Microsoftu so kratico NT razložili kot New Tehnology. Uporabniku bi naj to dalo vedeti, da ima opravka s povsem novim izdelkom, ki se ne bo opiral na stare 16-bitne Windowse. Ker pa to ni bilo tisto, kar so pri Microsoftu obljubljali, so ciniki kratico NT hitro preimenovali v Nice Try, Never There oz. Not There. Naslednja različica je bila Windows NT 3.1. in pri tej različici je bila številka 3.1 vprašljiva, ker so bili z isto številko označeni takrat tudi navadni Windows 3.1 in zaradi tega so jih ljudje radi zamenjevali. Čez nekaj časa so jih preimenovali v Windows NT Workstation, strežniško različico pa v server. Prodajni uspeh je dosegla le različica server. To pa zato, ker je sistem potreboval veliko dobre strojne opreme, ki pa si je takrat ni mogel privoščiti navaden uporabnik, saj je moral imeti vsaj 486 in 16 MB RAM-a, kar je bila takrat oprema, ki jo je upravičil le strežnik.
Tudi z združljivostjo in s stabilnostjo ni bilo vse kot je treba, zato je bila prva uporabna različica šele naslednja (3.5) in pozneje različica 3.51. Pravi razcvet Windows NT Workstation je bil, ko je naprodaj prišla različica 4.0 (tudi 5.0). Predvsem zato, ker so se strojni deli pocenili.

## Prednosti
Windows NT so zelo stabilen sistem, ki je pravzaprav namenjen delovanju brez prekinitve. Računalniki v podjetjih, ki imajo nameščene Windows NT, gorijo noč in dan.
Microsoft je v različici 4.0 opravil nekaj morebiti nevarnih sprememb. Del grafičnega vmesnika (API) so namreč prenesli na najbolj zaščiteno raven operacijskega sistema – jedro (kernel). Pri tem je mogoče, da slab gonilnik za grafično kartico sesuje ves sistem, kar v prejšnji različici 3.51 ni bilo mogoče. Je pa res, da zato Windows NT delujejo hitreje. Tudi v praksi so se izkazali kot zelo stabilen sistem. Prav tako pride zelo prav možnost posameznega ˝pobijanja˝ programov, ki so obviseli. Ker ima vsak program svojo sporočilno vrsto ne more priti do tega, da bi obvisel ves sistem, kar pri ostalih operacijskih sistemih ni redkost.
Stabilnost je torej glavna prednost, zaradi katere bi se uporabnik odločil za Windows NT Workstation. Pri delu z 32-bitnimi programi, ki so pisani posebej za Windows NT, je delo celo nekoliko hitrejše od dela v Windows 95, kar pripisujemo predvsem hitrejšemu delu z diskovjem. Hitrost je še posebna odlika za večopravilnost. Pojem, ki je v računalništvu že od nekdaj, šele z Windows NT 4.0 dobiva pravo veljavo. Sistem zna predkupno preklapljati iz enega v drug pognan program, pa naj bo ta 32-bitni, 16-bitni ali dosovski. V praksi to pomeni, da lahko brez težav prenašamo datoteke po modemu, tipkamo v Wordu in zraven tega še formatiramo disketo. Delo je pri hkratni uporabi programov seveda nekoliko počasnejše.

## Slabosti
Združjivosti z videoigrami za DOS ni. Igre delujejo tako da dostopajo neposredno do strojne opreme, česar pa Windows NT ne dopušča. Pognana igra se tako ustavi z okenskim sporočilom, da je program poskušal priti do strojne opreme na nedovoljen način, pri čemer se samemu operacijskim sistemom nič ne zgodi in normalno deluje naprej. Zaradi tega Windows NT kot operacijski sistem za domačo rabo niso bili najboljša izbira.
Izgubljena je tudi lastnost Windows 95. To je možnost pošiljanja in sprejemanja faksov, ker je Microsoft hotel ujeti napovedani rok izdaje NT 4.0, je enostavno pozabil na program Microsoft Fax.
Slaba je tudi podpora mobilnim uporabnikom. V notesnikih Windows NT 4.0 sicer zelo dobro delujejo, le podpora napravam PC Card ne deluje kot bi morala, ker nimajo Windows NT podpore Socked Services za razliko od Windows 95. To v praksi pomeni, da ne moremo med delom izmenjavati enot. Manjka tudi sistem povezave prek vzporednega ali zaporednega kabla, ki v Windows 95 zelo lepo deluje.
Manjka pa tudi samodejna nastavitev (Plug&Play). To povzroča uporabnikom, ki preidejo iz Windows 95 na Windows NT, največje težave. Sistem ne zna sam poiskati nove strojne opreme, zato ostaja edini način, da gonilnike namestimo ročno.